# حسين أباد قلعة
حسين‌ أباد قلعة هي قرية في مقاطعة مياندوآب، إيران. يقدر عدد سكانها بـ 223 نسمة بحسب إحصاء 2016.